# Carbini
Carbini (en cors Carbini) és un municipi francès, situat a la regió de Còrsega, al departament de Còrsega del Sud. L'any 2004 tenia 101 habitants.

## Demografia
| 1962 | 1968 | 1975 | 1982 | 1990 | 1999 | 2004 | 2017 |
| ---- | ---- | ---- | ---- | ---- | ---- | ---- | ---- |
| 104  | 148  | 128  | 125  | 95   | 100  | 101  | 103  |

## Administració
| Període | Identitat              | Partit | Qualitat |  |
| ------- | ---------------------- | ------ | -------- |  |
| 2001-   | Jules-Ferdinand Cucchi |        |          |  |